# Vladimír Teyrovský
Vladimír Teyrovský (15. března 1898 Praha – 29. října 1980 Brno) byl český zoolog, entomolog a etolog.

## Život
Vystudoval klasické gymnázium v Praze-Vinohradech, pak filozofickou fakultu (1916-1920) a přírodovědeckou fakultu (1920) Univerzity Karlovy. Byl žákem Aloise Mrázka. V roce 1920 získal titul RnDr. V roce 1926 habilitoval v oboru systematické zoologie. V letech 1921 až 1948 byl činný v zoologickém ústavu Přírodovědecké fakulty Masarykovy univerzity v Brně, také ve Slezském studijním ústavu v Opavě a v zoologickém oddělení olomouckého muzea. Od roku 1935 byl mimořádným profesorem zoologie na Masarykově univerzitě v Brně. V roce 1954 byl jmenován profesorem.

## Dílo
- České vodoměrky (Gerroideae). Entomologické příručky, 9. V Praze: nákladem České společnosti entomologické (1920)
- O thigmoreakcích sabellid I.(1922)
- Schopnost vnímati tvar u larev šídel (aeschnidae) (1922)
- Studie o inteligenci kočky. I. (1924)
- Studie o inteligenci kočky. II. (1925)
- Studie o larvách corixid (1925)
- A study of ideational behavior of a garden-warbler, Sylvia Borin Borin (1930)
- Zvířena Československa (1931)
- Pud bojový (1938)
- Gregor Johann Mendel, zakladatel nauky o dědičnosti (1943)
- Vodní ploštice stojatých vod v obvodu Jeseníku-města (1952)
- Zoogeografie. Učební texty vysokých škol. Praha: Státní pedagogické nakladatelství (1957)